# Iain Stewart

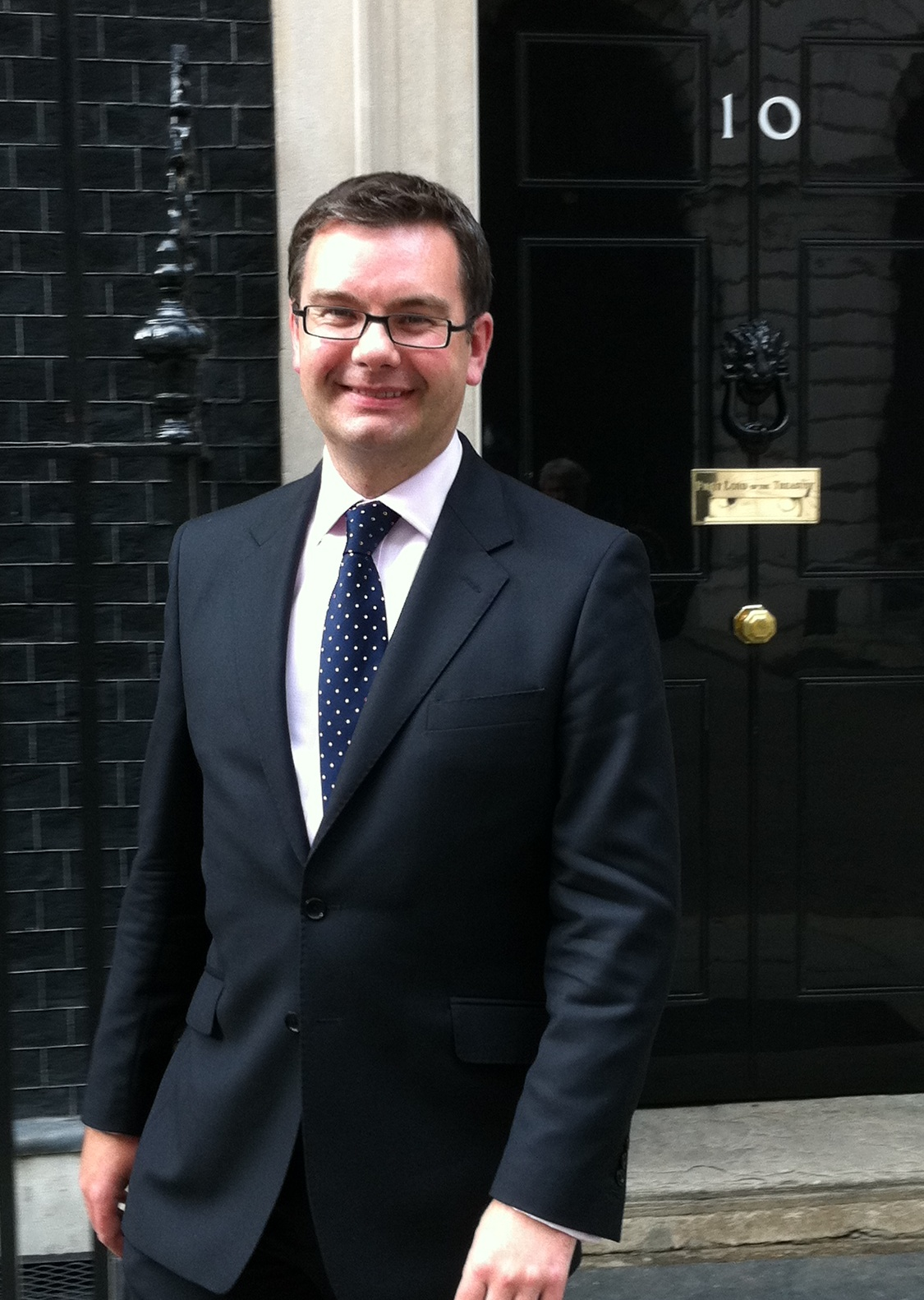
Iain Stewart

Iain Stewart (* 18. September 1972 in Schottland) ist ein britischer Politiker der Conservative Party.

## Leben
Stewart studierte Politikwissenschaften an der University of Exeter. Seit Mai 2010 ist Stewart Abgeordneter im House of Commons. Stewart wohnt in Tattenhoe.